# Madison megye (Iowa)
Madison megye az Amerikai Egyesült Államokban, azon belül Iowa államban található. Lakosainak száma 16 548 fő (2020. április 1.). Madison megye Dallas, Union, Clarke, Adair, Warren, Guthrie és Polk megyékkel határos.

## Népesség
A megye népessége az elmúlt években az alábbi módon változott:
| Lakosok száma | 15 721 | 15 722 | 15 628 | 15 448 | 15 753 | 16 548 |
|               | 2010   | 2011   | 2012   | 2013   | 2015   | 2020   |